# Philadelphia 76ers 1973-1974
La stagione 1973-74 dei Philadelphia 76ers fu la 25ª nella NBA per la franchigia.
I Philadelphia 76ers arrivarono quarti nella Atlantic Division della Eastern Conference con un record di 25-57, non qualificandosi per i play-off.

## Roster
| N° | Naz.                   | Ruolo | Sportivo        | Anno | Alt. | Peso |
| -- | ---------------------- | ----- | --------------- | ---- | ---- | ---- |
| 3  | Stati Uniti (bandiera) | GA    | Fred Carter     | 1945 | 191  | 84   |
| 5  | Stati Uniti (bandiera) | GA    | Tom Van Arsdale | 1943 | 196  | 92   |
| 7  | Stati Uniti (bandiera) | AC    | Toby Kimball    | 1942 | 198  | 100  |
| 14 | Stati Uniti (bandiera) | G     | Larry Cannon    | 1947 | 193  | 88   |
| 18 | Stati Uniti (bandiera) | G     | Freddie Boyd    | 1950 | 188  | 82   |
| 20 | Stati Uniti (bandiera) | GA    | Doug Collins    | 1951 | 198  | 82   |
| 22 | Stati Uniti (bandiera) | GA    | Larry Jones     | 1942 | 188  | 82   |
| 25 | Stati Uniti (bandiera) | AC    | LeRoy Ellis     | 1940 | 208  | 95   |
| 26 | Stati Uniti (bandiera) | A     | Rod Freeman     | 1950 | 201  | 102  |
| 34 | Stati Uniti (bandiera) | A     | Don May         | 1946 | 193  | 91   |
| 42 | Stati Uniti (bandiera) | C     | Luther Rackley  | 1946 | 208  | 100  |
| 44 | Stati Uniti (bandiera) | GA    | Allan Bristow   | 1951 | 201  | 95   |
| 50 | Stati Uniti (bandiera) | A     | Steve Mix       | 1947 | 201  | 98   |

## Staff tecnico
- Allenatore: Gene Shue
- Preparatore atletico: Al Domenico